# 司馬遜
司馬遜（3世紀—266年9月8日），字子悌，河内郡温县（今河南省焦作市温县）人，曹魏中郎司馬進之子，晋朝宗室、官员。

## 生平
司马逊在曹魏封关内侯，正始二年（241年）以司馬懿弟子改封城阳亭侯，任镇东将军参军事，出任轻车将军、羽林左监。五等爵建立后，司马逊改封泾阳男。晋武帝司马炎接收禅让建立西晋后，于泰始元年十二月丁卯（266年2月9日）封司马逊为谯王。泰始二年七月戊戌（266年9月8日），司马逊去世，谥号刚，儿子司馬隨继立为谯王。

## 家庭

### 兄弟
- 司马睦，西晋宗正、高阳王

### 子女
- 司馬隨，西晋使持节、散骑常侍、都督杨州江州诸军事、安东大将军、谯定王
- 司馬承，东晋监湘州诸军事、南中郎将、湘州刺史、谯闵王

## 延伸阅读
[在维基数据编辑]
 《晉書·卷037》，出自房玄齡《晉書》